# Államháztartástan
Az államháztartástan a közgazdaságtannak az az ága, mely az állami feladatok pénzügyi hátterének biztosításával foglalkozik. Az angol kifejezés (en:Public finance) tükörfordításaként a közpénzügyek gazdaságtanának is nevezzük.
Az államháztartástan foglalkozik az állam költségvetésének mindkét oldalával: a társadalombiztosítással, az egészségbiztosítással, a különféle egyéb juttatásokkal, illetve az adózással, még akkor is, ha ezek nem mindegyike tartozik feltétlenül az állami feladatok körébe. Nem foglalkozik morális kérdésekkel: hogy ki milyen juttatásokban részesüljön, illetve, hogy kiket milyen adók sújtsanak, ezeket a döntéseket a politikára bízva vizsgálatának tárgya a politikai akarat gazdasági megvalósítása.
Ehhez az első feladat az állam feladatának meghatározása. Itt két elterjedt álláspont létezik. Az egyik, tipikusan a keleti országokban, illetve diktatórikus rendszerekben (különösen: kommunizmus, fasizmus) élő felfogás szerint az állam feladata a társadalom vezetése, a társadalmi célok meghatározása, melynek az egyes polgárok érdekeit alárendeli. Az angolszász államfelfogás a polgárok egyéni érdekeit tartja szem előtt, célja ezen érdekek érvényesülését segíteni. A két felfogás az állam tevékenységének határait befolyásolja, de a tevékenység jellege hasonló.
Az államháztartás tevékenysége lényegében újraelosztás. Az utilitárianista felfogás szerint – mely feltételezi, hogy az állampolgárok azonos, konkáv hasznossági függvényekkel rendelkeznek – a társadalmi jólét teljes hasznosság-egyenlőség esetén a legnagyobb. Mivel a hasznosság a jövedelmen kívül egyéb, nem újraelosztható faktoroktól (például egészség) is függhet, ez a legritkább esetben valósítható meg. A maximin elv esetén a társadalmi döntés célfüggvénye megegyezik a legszegényebb polgár hasznosságával. Bár a társadalmi célfüggvényt a politika határozza meg, az államháztartástan ellenőrzi, hogy az egyes újraelosztási programok megfelelnek-e neki.
Az állami szerepvállalás oka lehet
- a piacok kudarca, vagy teljes hiánya:
  - közjószágok
  - externáliák
  - nyugdíj- és egészségbiztosítás
- újraelosztás
  - munkanélküli-segély
  - egyéb segélyek és támogatások
- paternalizmus
- a társadalmi stabilitás erősítése
  - Közoktatás